# George Paget Thomson
George Paget Thomson Sir (Cambridge, 1892. május 3. – Cambridge, 1975. szeptember 10.) angol fizikus, az ugyancsak Nobel-díjas sir Joseph John Thomson (J.J. Thomson) fizikus fia.

## Élete
Cambridge-ben született és tanult. Az első világháborúban hadi szolgálatot teljesített. 1922-ben a University of Aberdeen professzora lett. 1930 és 1952 között a londoni Imperial College professzora, majd 1962-ig a Cambridge-i Corpus Christi College vezetője volt. A második világháború idején az atomenergia háborús célú felhasználásán is dolgozott.

## Kutatásai
Nobel-díját Clinton Davissonnal megosztva az elektrondiffrakció felfedezéséért kapta. Ezzel sikerült igazolni Louis de Broglie hipotézisét az anyag hullámtermészetéről. Ennek eredménye az a rendkívül sajátos helyzet, hogy apja az elektron részecske-, ő maga pedig annak hullámtermészetének kimutatásáért kapott Nobel-díjat – úgy, hogy mindketten helyes eredményre jutottak. Ezt a felfedezését a kutató diák Lester Germerrel közösen érte el, viszont a díjat odaítélő bizottság Germert (tévedésből) Thomson „asszisztensének” tekintette, így ő nem nyerte el a díjat.

## Szakmai sikerek
- a Nobel-díjat 1937-ben Clinton Davissonnal megosztva kapta
- 1943-ban lovaggá ütötték